# خليفة المحرزي
خليفة المحرزي مستشار وكاتب ومدرب في مجال الأسرة والعلاقات. ولد في الإمارات عام 1971م. درس بكالوريوس في الدراسات الإسلامية في كلية الدراسات الآسلامية في دبي عام 2001، وحصل على شهادة الماستر من الجامعة الإسلامية بماليزيا، وحصل على الدكتوراة في علم الاجتماع من جامعة كاولينا الشمالية الأميريكة. حصل على جوائز مجتمعية مثل جائزة الشارقة للعمل التطوعي وجائزة الخدمة المتميزة من الشيخة فاطمة بنت مبارك، كما أنه ساعد الكثير حول العالم على معالجة مشاكلهم الزوجية عبر تقديم خدمة الاستشارات الأسرية، وساهم في كتابة الكثير من المواضيع والمقالات الأسرية التي تجاوزت ال500 مقال. قام خليفة المحرزي أيضا بإلقاء ما يقرب 1600 دورة تدريبية ومحاضرة لمؤسسات حكومية ومحلية. له ما يقارب 22 إصدار سمعي وورقي متوفرة في المكتبات العربية، ونشرت له عدة أوراق بحثية مختلفة في موضوع إدارة العلاقات الأسرية.

## السيرة الذاتية
خليفة محمد خليفة عبد الله محمد خليفة المحرزي، يتخصص في إدارة العمل المؤسسي ورفع كفاءة الأداء، عمل مستشاراً لدى عدة مراكز ومؤسسات أبرزها مستشار جائزة أم الإمارات المثالية، ومقيم جائزة الأميرة هيا بنت الحسين لذوي الاحتياجات، ومقيم جوائز محاكم دبي للتميز وخبير جودة معتمد في المنظمة الأوربية للجودة ومقيم معتمد في برنامج دبي للآداء الحكومي المتميز ومقيم بجائزة أبوظبي للأداء الحكومي المتميز. قام بتشكيل والتدريب على فرق عمل متنوعة في المجال الإداري سواء بدائرة محاكم دبي أو بغيرها من المؤسسات والهيئات بدولة الإمارات وخارجها، كما شارك في تقديم العديد من البرامج التدريبية في مجالات التنمية البشرية وتطوير الذات وقام بتأهيل أكثر من 9000 فرد في الاداء المؤسسي.

## المؤلفات
- الحياة همسة ولمسة.
- 146 طريقة للحب.
- هي التي قتلتني، دار مداد للنشر والتوزيع.
- خطوات صغيرة تصنع السعادة الذاتية.
- العنف الاسري.
- القواعد العشرون لنجاح العلاقة الزوجية.
- النجاح ليس حظاً.
- كيف تختار شريك حياتك.
- كيف احمي ابني من التحرش الجنسي.
- كُن هؤلاء.
- خواطر لها إحساس.
- لا تكن صفراً.
- للحب ثلاثة اركان
- نبضات قلب
- لماذا يخون الرجل.[3]
- شهر عسل أبدي.
- ترويض العاصفة في إحتواء المشاكل الزوجية (2002).
- بداية الحب السعيد (2005).
- كيف ترسم خريطة زواجك؟ (2005).
- فن إحتواء المشكلات الزوجية (2008).[4]

## الجوائز
- جائزة الشارقة للعمل التطوعي.
- جائزة الخدمة المتميزة من سمو الشيخة فاطمة بنت مبارك.
- جائزة مواطنون على دروب التميز.
- جائزة العويس للدراسات.
- جائزة الريادة المجتمعية ووسام الخدمة المتميزة من سمو الشيخ محمد بن راشد ال مكتوم.[5]